# Ełganówko
Ełganówko – nieoficjalny przysiółek wsi Gołębiewo Wielkie w Polsce położona w województwie pomorskim, w powiecie gdańskim, w gminie Trąbki Wielkie.
W latach 1975–1998 miejscowość administracyjnie należała do województwa gdańskiego.